# Ascochilus siamensis
Ascochilus siamensis är en orkidéart som beskrevs av Henry Nicholas Ridley. Ascochilus siamensis ingår i släktet Ascochilus och familjen orkidéer. Inga underarter finns listade i Catalogue of Life.